# Cenni di Cambiamento
Cenni di Cambiamento è un complesso di housing sociale di Milano, ed è il più grande intervento di architettura residenziale in classe A con struttura autoportante in legno, realizzato in Europa. Inaugurato nel 2013, ha vinto nello stesso anno il premio Innovazione Amica dell'Ambiente, nel 2014 è stato premiato al Trofeo Gyproc Italia di Saint Gobain, nel 2015 è stato nominato per il Premio Mies Van der Rohe e nel 2017 ha vinto lo European Collaborative Housing Award.
Costruito su iniziativa di un fondo etico, è situato nella parte ovest della città, compreso tra la Caserma Santa Barbara, la Piazza d'armi, il deposito ATM di via Novara e la Cascina Torrette di Trenno. Rappresenta uno degli interventi previsti negli ATU (Ambiti di trasformazione urbana) dell'attuale PGT milanese.

## Storia
Il nome prende ispirazione dalla vicina via Quinto Cenni, utilizzando la parola Cenni con l'accezione di cenno, unita alla volontà di compiere il primo passo di un progetto votato alla sperimentazione alla creazione di cambiamenti positivi.
Nel 2005 fu avviato un percorso di partenariato tra Fondazione Cariplo, Fondazione Housing sociale e il Comune di Milano con l'obiettivo di sperimentare nuove modalità abitative.
Con il contributo del Dipartimento di Architettura e Pianificazione del Politecnico di Milano (DiAP), furono definite le caratteristiche dell'area di intervento e fu stabilito che i progetti sarebbero stati realizzati facendo ricorso alla finanza etica.
Nel 2009 sono iniziate le prime attività. Il cantiere si è concluso nel 2013 e nell'ottobre dello stesso anno la comunità degli abitanti ha fatto il suo ingresso.

### Soggetti coinvolti[11]
- Investitori: Fondazione Cariplo, Regione Lombardia, Cassa Depositi e Prestiti, Intesa Sanpaolo, Banca Popolare di Milano, Assicurazioni Generali, Cassa Italiana Geometri, Prelios, Telecom Italia e Fondo Investimenti per l'Abitare (gestito da CDP Investimenti SGR).
- Gestore del fondo: Investire Immobiliare SGR (già Polaris Real Estate SGR)
- Consulente tecnico e sociale: Fondazione Housing Sociale
- Partner pubblico: Comune di Milano

## Architettura
Il progetto si fonda sul concetto di comunità ed è stato realizzato per favorire le relazioni tra persone. Il complesso è costituito da 4 edifici di 9 piani fuori terra, che poggiano su una corte aperta e sono collegati tra loro da ponti e ballatoi all'altezza del primo piano.
La libertà di incontro è l'elemento cardine del progetto e la forma creata dall'architetto è stata studiata per rendere possibile il contatto e la coesistenza di attività e funzioni, flussi di persone ed elementi del territorio. All'interno del complesso si apre uno spazio verde semi-pubblico, un luogo d'incontro posto anche come simbolo a richiamo dei valori civili di condivisione e cura dei beni comuni.
Le finiture esterne ed interne appaiono simili a quelle degli edifici tradizionali in mattoni o calcestruzzo, ma le strutture portanti e i solai sono costituiti da particolari pannelli di legno chiamati "xlam". Grazie a questa tecnologia, utilizzata a partire dagli anni '90, è stato possibile costruire edifici con diversi piani e di grandi dimensioni.